# Volunteers
Volunteers är ett musikalbum av Jefferson Airplane släppt i november 1969 av skivbolaget RCA Victor.. Albumet är ett steg mot hårdare rockmusik jämfört med gruppens tidigare material. 1973 släpptes en remixad version i fyrkanals-stereo på både LP, rullband och åttaspårskassett. På LP användes JVC:s och RCA:s diskreta system CD-4 eller Quadradisc med mycket hög kanalseparation.
Albumet var kontroversiellt då det släpptes. Revolution och antikrig var två återkommande teman i albumets texter. Den ursprungliga titeln var Volunteers of America, men titeln förkortades efter invändningar från rörelsen Volunteers of America.
Musiktidningen Rolling Stone rankade albumet som nummer 370 på sin lista The 500 Greatest Albums of All Time 2003.

## Låtlista
Sida 1
1. "We Can Be Together" (Paul Kantner) – 5:48
2. "Good Shepherd" (trad./arr. av Jorma Kaukonen) – 4:21
3. "The Farm" (Gary Blackman/Kantner) – 3:15
4. "Hey Fredrick" (Grace Slick) – 8:26

Sida 2
1. "Turn My Life Down" (Kaukonen) – 2:54
2. "Wooden Ships" (David Crosby/Kantner/Stephen Stills) – 6:24
3. "Eskimo Blue Day" (Kantner/Slick) – 6:31
4. "A Song for All Seasons" (Spencer Dryden) – 3:28
5. "Meadowlands" (Lev Knipper) – 1:04
6. "Volunteers" (Marty Balin/Kantner) – 2:08

Bonusspår på den remastrade CD-utgåvan från 2004
1. "Good Shepherd" (trad.) – 7:20
2. "Somebody to Love" (Darby Slick) – 4:10
3. "Plastic Fantastic Lover" (Balin) – 3:21
4. "Wooden Ships" (Crosby, Kantner, Stills) – 7:00
5. "Volunteers" (Balin/Kantner) – 3:26

Spår 11–15 inspelad live 28–29 november 1968 i Fillmore East, New York.

## Medverkande
Musiker (Jefferson Airplane-medlemmar)
- Grace Slick – sång, piano
- Paul Kantner – rytmgitarr, sång
- Marty Balin – sång, percussion
- Jorma Kaukonen – sologitarr, sång
- Jack Casady – basgitarr
- Spencer Dryden – trummor, percussion

Bidragande musiker
- Nicky Hopkins – piano (spår 1, 4, 8, 10)
- Stephen Stills – hammondorgel (spår 5)
- Jerry Garcia – pedal steel guitar (spår 3)
- Joey Covington – congas, percussion (spår 5, 7)
- David Crosby – ljudeffekter (spår 6)
- The Ace of Cups – sång (spår 1, 3)
- Bill Laudner – sång (spår 8)

Produktion
- Al Schmitt – producent
- Rich Schmitt – ljudtekniker
- Maurice (Pat Ieraci) – ljudtekniker
- Gut – omslagsdesign
- Milton Burke – omslagsdesign
- Jefferson Airplane – omslagsdesign
- Jim Marshall – foto
- Jim Smircich – foto
- Littie Herbie Greene – foto